# 福禄河
福禄河，位于中国广西壮族自治区西部，是右江左岸支流，发源于德保县东凌乡那王村扣莫屯以西2千米处，东流至下洞东南10千米处潜入地下，于田阳县洞靖乡那峨村谷布屯出露地表（福禄河在洞靖乡境内也称活旺河）。干流东北流经百色市右江区福禄河风景区，之后大致沿着右江区与田阳县边界东北流至百色市龙景街道福禄村东南汇入右江。干流长82千米，流域面积1396平方千米。年均流量6.45亿立方米。